# Dzieci Kapitana Klossa
Dzieci Kapitana Klossa (Dziady Kapitana Klossa)  – polski zespół punkrockowy z elementami stylu muzycznego ska.

## Historia

### 1983–1986
Powstał w 1983 w Sopocie z inicjatywy wokalisty/gitarzysty Olafa Deriglasoffa i basisty Sławomira Środka. W późniejszym czasie do zespołu dołączyła perkusistka Lidia Paszkowska. Grupa zadebiutowała przed publicznością w 1985 w Tczewie podczas „Przeglądu Zespołów Młodzieżowych”. W tym samym roku zakwalifikowała się do festiwalu w Jarocinie, gdzie wystąpiła w poszerzonym składzie o grającego na instrumentach klawiszowych Marcina „Stołka” Stolarskiego i saksofonistę Tomasza „Psa” Bachorza. Fragment tego koncertu zespołu i krótki wywiad z jego członkami został uwieczniony przez ekipę Piotra Łazarkiewicza, która w tym czasie kręciła dokument Fala. Sam występ zespołu okazał się sukcesem – muzycy znaleźli się w „złotej ósemce”, a także zwrócili na siebie uwagę prowadzącego Listę Przebojów w Rozgłośni Harcerskiej Pawła Sito, który na antenie zaczął puszczać ich utwór „Pieśń o bohaterze” nagrany podczas występu na festiwalu „Poza Kontrolą”. Pomimo tych osiągnięć grupa nie wzbudziła zainteresowania w wytwórniach płytowych (sami muzycy próbowali jak okazało się bezskutecznych rozmów z Tonpressem). Dzieci Kapitana Klossa funkcjonowały dalej grając koncerty organizowane m.in. przez Waldemara Rudzieckiego – wokół którego skupiała się wówczas Gdańska Scena Alternatywna. W tym czasie między muzykami zespołu zaczęło narastać napięcie, które w efekcie położyło kres jego istnieniu w kwietniu 1986. Ostatni koncert grupa zagrała w szczecińskim klubie „Trans” trzy miesiące wcześniej. Po jej rozpadzie Olaf Deriglasoff udał się na emigrację do Berlina Zachodniego.

### Lata 90.
W 1993 Deriglasoff za namową Jędrzeja Kodymowskiego powrócił do kraju i rozpoczął z nim współpracę w zespole Apteka. W tym czasie doszło do wydania przez wytwórnię S.P. Records wspomnieniowego albumu Dzieci Kapitana Klossa na którego zawartość złożyły się nagrania z ostatniego koncertu grupy (w szczecińskim „Transie”) oraz na nowo zarejestrowany utwór „Pieśń o” („Pieśń o bohaterze” – oryginalne nagranie z Rozgłośni Harcerskiej zaginęło). W sesji nagraniowej oprócz Deriglasoffa i Bachorza wziął udział perkusista zespołu Kult Andrzej „Szczota” Szymańczak.
W 1996 Deriglasoff i Bachorz tymczasowo reaktywowali zespół wraz z nowymi muzykami: basistą Wojciechem Siwkowskim oraz perkusistą Krzysztofem Topolskim. W tym składzie grupa nagrała na nowo utwór „Sopocka plaża”, który ukazał się na albumie kompilacyjnym SKAdanka dołączonym do magazynu Machina w 1999 (październik).

### 2025
Z okazji 50-lecia debiutu, zespół, już pod nową nazwą „Dziady Kapitana Klossa”, wystąpił festiwalu w Jarocinie. Do dwójki originalnych członków Deriglasoffa i Bachorza dołączyli Tomasz "Tony Kinski" Lewandowski  i Michał „Mrówka” Jędras.

## Muzycy
- Olaf Deriglasoff – wokal, gitara (1983–1986; lata 90.;2025)
- Sławomir Środek – gitara basowa (1983–1986)
- Lidia Paszkowska – perkusja (1983–1986)
- Marcin „Stołek” Stolarski – instr. klawiszowe (1985–1986)
- Tomasz „Pies” Bachorz – saksofon (1985–1986; lata 90.;2025)
- Wojciech Siwkowski – gitara basowa (lata 90.)
- Krzysztof Topolski – perkusja (lata 90.)
- Tomasz "Tony Kinski" Lewandowski – gitara basowa (2025)
- Michał „Mrówka” Jędras – perkusja (2025)

## Dyskografia
Albumy
- Dzieci Kapitana Klossa (1993)
- Syf Bałtycki (2017)

Kompilacje różnych wykonawców
- SKAdanka (1999) – utwór: „Sopocka plaża”